# Nguyen Van Cuong I
Ne doit pas être confondu avec Nguyen Van Cuong II.
 (octobre 2013).
Nguyen Van Cuong I, né en 1962 à Hanoï (région du Tonkin), est un peintre de scènes de genre vietnamien du XXe siècle, peintre à la gouache, graveur et dessinateur, dans le style occidental.

## Biographie
Nguyen Van Cuong I fait ses études à l'École des Beaux-Arts de Hanoï, obtenant son diplôme en 1989. Depuis 1991, il participe à diverses expositions nationales et à l'étranger : en France, en Suisse, en Allemagne, et aux États-Unis.
Plusieurs de ses œuvres sont présentées à l'exposition Viêt Nam. 30 ans de peinture de la guerre à la paix, en 1996 à Paris.
Parmi ses œuvres, on compte notamment Fantasme et Buffles (1995). Il réalise également des gravures sur bois, qui comportent souvent une petite note humoristique.